# سيزار فوينتيس
سيزار فوينتيس (بالإسبانية: César Fuentes) (12 أبريل 1993 برانكاغوا في تشيلي - ) هو لاعب كرة قدم تشيلي في مركز الوسط. شارك مع منتخب تشيلي تحت 20 سنة لكرة القدم. أما مع النوادي، فقد لعب مع نادي أونيفرسيداد كاتوليكا ونادي أوهيجينس.

## وصلات خارجية
- سيزار فوينتيس على موقع الاتحاد الدولي (مؤرشف)  (الإنجليزية)
- سيزار فوينتيس على موقع قاعدة بيانات كرة القدم.إي يو (الإنجليزية)
- سيزار فوينتيس على موقع Soccerway.com (الإنجليزية)
- سيزار فوينتيس على موقع AS.com (الإسبانية)